# Józef Wiesiołowski
Józef Wiesiołowski herbu Ogończyk (ur. 30 października 1737 Kolbuszowa, zm. po 1783) – hrabia, pułkownik wojsk koronnych.
Ur. 30 października 1737 r. w Kolbuszowej jako syn Andrzeja z gałęzi galicyjskiej senatorskiego rodu Wiesiołowskich herbu Ogończyk, stolnika i podczaszego pilzneńskiego oraz łowczego ziemskiego wieluńskiego i Marianny Drużbackiej herbu Lew, skarbnikówny żydaczowskiej.
Jego ojciec po I rozbiorze został członkiem Stanów Galicyjskich oraz pełnił funkcje komisarza głównego trybunału i c. k. radcy apelacyjnego w Galicji, w 1780 r. uzyskał od cesarza Józefa II tytuł hrabiego Galicji.
Wiesiołowski służył w wojsku koronnym, został pierwszym pułkownikiem, utworzonego z lekkich chorągwi w 1775 r., 5 Pułku Koronnego Przedniej Straży, którym dowodził do 1783 r.
Ożenił się z Różą Mrozowicką herbu Prus III, córką Adama, starosty stęgwilskiego i regimentarza wojsk koronnych oraz Ewy Franciszki Puzynianki, pisarzówny wielkiej litewskiej, urodzoną w 1745 roku w Sokołówce.